# Chylin (województwo lubelskie)
Chylin – wieś w Polsce położona w województwie lubelskim, w powiecie chełmskim, w gminie Wierzbica.
W latach 1975–1998 miejscowość administracyjnie należała do województwa chełmskiego. 
Wieś jest sołectwem w gminie Wierzbica. Według Narodowego Spisu Powszechnego (III 2011 r.) liczyła 299 mieszkańców i była ósmą co do wielkości miejscowością gminy Wierzbica.

## Części wsi
| SIMC    | Nazwa     | Rodzaj             |
| ------- | --------- | ------------------ |
| 1027047 | Magdzinek | część miejscowości |

## Historia
Chylin w wieku XIX opisano jako, wieś w  powiecie chełmskim, gminie Olchowiec, parafii Sawin. Była tu gorzelnia wyrabiająca rocznie za 40 000 rubli srebrnych. W 1827 r. Chylin miał 42 domów i 248 mieszkańców.  Dobra Chylin składały się z folwarków Chylin i Magdzinek (obecnie część wsi), a także wsi Chylin. W r. 1869 za nabyto je za  33 900 rubli srebrnych. Wieś Chylin liczyła wówczas  60 osad z gruntem 813 mórg.